# Aliéksey Vianna
Aliéksey Vianna (* 1975 in Belo Horizonte) ist ein brasilianischer Musiker (Gitarre, Komposition), der sowohl in der Neuer Musik als auch im Jazz hervorgetreten ist.

## Leben und Wirken
Vianna begann im Alter von acht Jahren mit dem Gitarrenspiel; ab dem Alter von zwölf Jahren erhielt er klassischen Gitarrenunterricht. Mit einem Stipendium zog er 18-jährig in die USA, um für vier Jahre an der University of Arizona Gitarre bei Thomas Patterson zu studieren. Er absolvierte Meisterklassen bei Sérgio und Odair Assad, Manuel Barrueco, Ivan Rijos, Paul Galbraith, Abel Carlevaro, Oscar Ghiglia, Roberto Aussel, Roland Dyens, Nigel North, Paul O’Dette, Hopkinson Smith und Ralph Towner.
Seinen Bachelor-Abschluss machte Vianna am San Francisco Conservatory of Music bei David Tanenbaum; an der Musik-Akademie der Stadt Basel absolvierte er sowohl einen Master für klassische Gitarre bei Pablo Marquez als auch für Jazzgitarre bei Wolfgang Muthspiel.
Vianna ist als Interpret im Bereich Neue Musik hervorgetreten: 2001 führte er Le Marteau sans Maitre von Pierre Boulez unter Leitung des Komponisten in der Carnegie Hall auf. Seitdem hat er Werke von Egberto Gismonti, Ralph Towner, Edino Krieger, David Burge, Eduardo Angulo und Sérgio Assad uraufgeführt. 2005 erschien sein Album Aliéksey Vianna Plays Sergio Assad auf dem Label GSP. 2009 veröffentlichte er sein Album Ritmos e Danças, eine Doppel-CD mit panamerikanischer Musik für Gitarre und Streichquartett.
Die DVD Ébano dokumentierte Improvisationen mit Mike Eckroth und Paul McCandless. 2015 veröffentlichte er bei TCB Records sein Album In Concert at the Bird’s Eye, im Trio mit dem Bassisten Stephan Kurmann und dem Schlagzeuger Mauro Martins. Im Duo mit Bassist Roberto Koch erschien bei Unit Records Christina’s Party. Im eigenen Quartett mit dem Klarinettisten Gabriele Mirabassi, wiederum Stephan Kurmann und Schlagwerker Jorge Rossy legte er 2022 sein Album Ancient Myths vor. Er ist weiterhin auf Alben von Fabio Freire, Jasmin Tabatabai, Harald Erici und Janice Jarrett zu hören.
Seit 2005 ist Aliéksey gemeinsam mit Fernando Araújo und Juarez Moreira auch künstlerischer Leiter des Internationalen Gitarrenfestivals von Belo Horizonte, Brasilien.